# Jacques Meurgey de Tupigny
Jacques Meurgey de Tupigny (né Jacques Meurgey ; parfois désigné comme «baron de Tupigny») est un archiviste et historien — en particulier héraldiste — français, né à Paris le 20 août 1891 et mort le 28 août 1973 dans la même ville.

## Biographie
Élève du lycée Henri-IV, il commence des études de droit interrompues par la Première Guerre mondiale, qu'il finit au grade de capitaine avec la croix de guerre et la Légion d'honneur. Sous le régime de Vichy, il intégrera également l'ordre de la Francisque.
Il suit alors les cours de l'École pratique des hautes études où Max Prinet lui conseille de tenter le concours de l'École nationale des chartes, ce que fait Jacques Meurgey avec succès en 1920. Il y rédige une thèse consacrée à l'histoire de la paroisse Saint-Jacques-la-Boucherie des origines à 1600, publiée en 1926 avec une préface de Camille Jullian.
Il travaille d'abord comme attaché à la direction des arts décoratifs mais quitte rapidement un poste jugé trop administratif et pas assez scientifique. Il est nommé en 1931 aux Archives nationales où il se voit confier dès 1934 le cabinet des sceaux. Il a en effet fait paraître en 1930 les Armoiries des villes et provinces de France, récompensé par un prix de l'Académie des inscriptions et belles-lettres,.
En 1944, il est nommé conservateur en chef de la section ancienne des Archives nationales, poste qu'il occupe jusqu'à sa retraite en 1961.
Il est autorisé par décret du 9 juillet 1953 à ajouter « de Tupigny » à son nom.

## Œuvre scientifique
La quasi-totalité de son œuvre est consacrée à l'héraldique (ainsi que, dans une moindre mesure, à la généalogie), avec deux directions principales : l'héraldique des villes et provinces d'une part, l'ecclésiastique d'autre. Son Armorial de l'Église de France (1937) demeure un travail solide et un outil de travail fondamental. À la Commission d'héraldique urbaine des Archives nationales, il a effectué un énorme travail qui a contribué au renouveau de l'héraldique en France, et à sa diffusion.
Il a donné un grand nombre d'articles, ainsi que de nombreuses conférences en France et à l'étranger, ainsi que des cours sur ses matières de prédilections à l'École des chartes.
Membre de nombreuses sociétés savantes, il a été membre du Comité des travaux historiques et scientifiques, président de la Société de l'École des chartes en 1960-1961, président de la Société de l'histoire de France, et bien sûr président de la Société française d'héraldique et de sigillographie (de 1953 à 1973, société qu'il avait fondée en 1937). Il fut de 1946 à 1973 le principal acteur du fonctionnement de la Revue d'héraldique et de sigillographie.

## Distinctions
- Commandeur de la Légion d'honneur
- Commandeur de l'ordre des Palmes académiques
- Commandeur de l'ordre des Arts et des Lettres
- Croix de guerre 1914-1918
- Ordre de la Francisque